# Donovan Desmae
Donovan Desmae (ur. 20 grudnia 1991 w Brukseli) – belgijski zawodnik mieszanych sztuk walki (MMA). Posiadacz mistrzowskiego pasa belgijskiej organizacji 360 MMA Fight Nights w wadze lekkiej. Były pretendent do mistrzostwa Cage Warriors w tej samej wadze. Były zawodnik KSW. Obecny tymczasowy mistrz holenderskiej organizacji LFL w wadze półśredniej.

## Kariera MMA

### Wczesna kariera
Przed zawodową karierą stoczył jeden wygrany pojedynek amatorski podczas gali Belgia Xtrem Fight, która odbyła się 17 września 2011 w Mons. Desmae pokonał tam przez poddanie gilotyną po dwóch minutach Madricka Museura.
Debiut zawodowy odnotował 25 listopada 2012 na gali Ikuza - Fight Night 1 w Brukseli. Zwyciężył po minucie walki z Dominique Nielsenem.
Następne dwa pojedynki przegrał w pierwszych rundach, kolejno z Chorwatem, Vlado Sikiciem (28 września 2013 / Respect Fighting Championship 10) oraz Niemcem, Shtegu Vrajollim (8 marca 2014 / Kiru - The Contenders 8).

### Octagon Fighting Club, turniej Shooto Kings 3
27 czerwca 2015 na Octagon Fighting Club 12 pokonał jednogłośnie na punkty bardziej doświadczonego od siebie zawodnika z Francji, Floriana Rousseau. Tydzień po tamtym wydarzeniu wziął udział w turnieju Shooto Kings 3, na którym to wygrał dwie walki z reprezentantami Niemiec tego samego dnia. Najpierw w półfinale pokonał przez techniczny nokaut po dwóch minutach Marca Beckera, a następnie zmusił do poddania się (duszenie zza pleców) w drugiej rundzie Igorowi Montesowi. Jeszcze tego samego roku dołożył do swojego rekordu 3 zwycięstwa.

### 360 MMA Fight Nights i Cage Warriors
29 października 2016 zdobył pas mistrzowski belgijskiej organizacji 360 MMA Fight Nights w wadze lekkiej, poddając gilotyną w pierwszej rundzie Francuza, Cosmina Tutu.
W latach 2017–2021 walczył dla dużej, brytyjskiej organizacji Cage Warriors, dla której to wygrał większość walk. W swojej ostatniej walce dla tej promocji stoczył walkę o pas mistrzowski, którą przegrał niejednogłośnie po bliskiej, pięciorundowej walce z panującym mistrzem Agy Sardarim.

### KSW
Następnie w maju 2021 poinformowano, że Donovan Desmae podpisał kontrakt z najlepszą polską organizacją Konfrontacją Sztuk Walki. Debiut dla nowego pracodawcy odnotował 5 czerwca tego samego roku na gali KSW 61: To Fight or Not To Fight w gdańsko-sopockiej Ergo Arenie. Desmae przegrał tam jednogłośnie na punkty z Romanem Szymańskim. Kilka dni po tamtej walce starcie Desmae z Szymańskim zostało docenione przez federację KSW dodatkowym bonusem finansowym (dla obu zawodników) za walkę wieczoru.
Podczas pierwszej noworocznej gali KSW 66: Ziółkowski vs. Mańkowski, która rozegrała się 15 stycznia 2022 w szczecińskiej Netto Arenie, zmierzył się w pojedynku z Łukaszem Rajewskim. „Vegas” z Belgii w widowiskowym stylu poddał Rajewskiego balachą z pozycji odwróconego trójkąta w drugiej rundzie. Desmae po tej wygranej zgarnął ponownie bonus finansowy od polskiej federacji, jednak tym razem za poddanie wieczoru.
18 czerwca 2022 na KSW 71: Ziółkowski vs. Rajewski w Arenie Toruń, udusił poddaniem zza pleców w drugiej odsłonie byłego mistrza KSW w wadze piórkowej, Artura Sowińskiego. Desmae po raz trzeci z rzędu został wyróżniony przez KSW bonusem, w tym dwa razy za poddania.
Na majowej gali KSW 82: Hooi vs. Grzebyk, która odbyła się w Warszawie zmierzył się z doświadczonym Gruzinem, Raulem Tutaraulim. Przegrał jednogłośną decyzją sędziów, którzy punktowali w stosunku 3 x 30-27 dla Gruzina.

### EBD i Brave FC
Następnie 7 października 2023 zawalczył poza polską organizacją, tocząc pojedynek na gali European Beatdown 9, która miała miejsce w belgijskim Monsie. Zwyciężył już po minucie przez nokaut, trafiając Arubańczyka, Jeana Marca Howella kopnięciem na wątrobę.
W kolejnej walce poza KSW wystąpił podczas gali Brave CF 75, która odbyła się 18 listopada 2023 w Hiszpanii na wyspie Teneryfie. Desmae w głównym starciu tego wydarzenia skrzyżował rękawice z tamtejszym obywatelem, Acoidanem Duque. Starcie zawodników zakontraktowano w wadze super lekkiej (165 funtów / 74,84 kg). Przegrał przez kontuzję kolana w drugiej rundzie
11 stycznia 2024 ogłoszono, że zakończył współpracę z Konfrontacją Sztuk Walki i nie przedłużył kontraktu z organizacją.

### Niedoszły debiut dla Oktagon MMA i walka dla Kongs FC
W styczniu 2024 roku podpisał kontrakt z czesko-słowacką organizacją Oktagon MMA. W debiucie dla nowego pracodawcy, który miał stoczyć 2 marca 2024 oczekiwano, że będzie rywalizował w turnieju Tipsport Gamechanger w kategorii lekkiej. Ostatecznie na miesiąc przed tym wydarzeniem Desmae ogłosił, że nie wystąpi w tym turnieju. Zamiast tego „Vegas” zapowiedział swoją walkę z Mickaelem Leboutem, jednak reprezentant Francji z powodu odniesionej kontuzji wycofał się z walki. Nowym rywalem Desmae został Brazylijczyk, Adriano Martins. Starcie wieńczące galę Kongs FC 2 w Niort zakończyło się niejednogłośną decyzją sędziów na korzyść Belga.

### LFL i World Athlete Radical MMA
21 kwietnia 2024 w Amsterdamie zawalczył z Wenezuelczykiem, Leonardo Blasco o pas mistrzowski holenderskiej organizacji Levels Fight League w wadze półśredniej. Zwyciężył przez techniczny nokaut w pierwszej rundzie, stając się nowym mistrzem.
Dwa miesiące później, na gali War 2, która odbyła się 29 czerwca 2024 w Alicante, pokonał Brazylijczyka Felipe Maię na pełnym dystansie.
Oczekiwano, że drugą walkę dla War MMA stoczy 5 kwietnia 2025 podczas wydarzenia War MMA 5 w Kartagenie. Ostatecznie Desmae z powodu kontuzji wycofał się z walki z Piotrem Niedzielskim.
W planowanym powrocie do organizacji Levels Fight League miał zawalczyć o drugi pas mistrzowski, schodząc aż dwie kategorie wagowe niżej – do dywizji piórkowej (limit 65,8 kg). Ostatecznie nie doszło do jego występu na czerwcowej gali LFL 18, gdzie planowano jego pojedynek z byłym zawodnikiem UFC, Jarno Errensem. Powodem absencji było znaczne przekroczenie limitu wagowego – Desmae ważył aż o 10 kilogramów więcej niż przewiduje kategoria piórkowa.

## Walka na gołe pięści
W 2025 roku stoczył walkę na gołe pięści dla organizacji King Of The Streets (KOTS) z Bartoszem Kwiatkowskim, przegrywając pojedynek w formule „bez zasad”, przypominającej walkę uliczną.

## Osiągnięcia

### Mieszane sztuki walki
- Shooto Kings
  - 2015: Zwycięzca turnieju Shooto Kings w wadze lekkiej
- 360 MMA Fight Nights
  - 2016: Mistrz MMA Fight Nights w wadze lekkiej[2]
- Levels Fight League
  - 2024: Tymczasowy mistrz LFL w wadze półśredniej[5]

## Lista zawodowych walk w MMA
| Wynik     | Bilans | Przeciwnik (bilans przed walką) | Rozstrzygnięcie                                                         | Runda | Czas | Rozgrywki                             | Data       | Miejsce            | Uwagi                                                                                   |
| --------- | ------ | ------------------------------- | ----------------------------------------------------------------------- | ----- | ---- | ------------------------------------- | ---------- | ------------------ | --------------------------------------------------------------------------------------- |
| Wygrana   | 19-10  | Felipe Maia (15-8)              | Decyzja (jednogłośna)                                                   | 3     | 5:00 | War MMA 2                             | 29.06.2024 | Alicante           | Co-Main Event                                                                           |
| Wygrana   | 18-10  | Leonardo Blasco (21-7)          | TKO (ciosy pięściami)                                                   | 1     | 3:36 | Levels Fight League 12                | 21.04.2024 | Amsterdam          | Zdobył tymczasowy pas mistrzowski LFL w wadze półśredniej. Co-Main Event                |
| Przegrana | 17-10  | Adriano Martins (28-13. 1NC)    | Decyzja (niejednogłośna)                                                | 3     | 5:00 | Kongs FC 2                            | 30.03.2024 | Niort              | Waga półśrednia. Main Event                                                             |
| Przegrana | 17-9   | Acoidan Duque (18-4. 1 NC)      | TKO (kontuzja kolana)                                                   | 2     | 5:00 | Brave CF 75                           | 18.11.2023 | Teneryfa           | Walka w wadze super lekkiej. Desmae przekroczył limit wagowy ważąc 76,4 kg. Main Event. |
| Wygrana   | 17-8   | Jean Marc Howell (15-7)         | KO (kopnięcie na wątrobę)                                               | 1     | 1:13 | European Beatdown 9                   | 07.10.2023 | Mons               |                                                                                         |
| Przegrana | 16-8   | Raul Tutarauli (31-7)           | Decyzja (jednogłośna)                                                   | 3     | 5:00 | KSW 82: Hooi vs. Grzebyk              | 13.05.2023 | Warszawa           |                                                                                         |
| Wygrana   | 16-7   | Artur Sowiński (22-13. 2NC)     | Poddanie (duszenie zza pleców)                                          | 2     | 2:42 | KSW 71: Ziółkowski vs. Rajewski       | 18.06.2022 | Toruń              | Bonus za walkę wieczoru.                                                                |
| Wygrana   | 15-7   | Łukasz Rajewski (11-6. 1NC)     | Poddanie (dźwignia na staw łokciowy z odwróconego duszenia trójkątnego) | 2     | 4:07 | KSW 66: Ziółkowski vs. Mańkowski      | 15.01.2022 | Szczecin           | Bonus za poddanie wieczoru.                                                             |
| Przegrana | 14-7   | Roman Szymański (13-6)          | Decyzja (jednogłośna)                                                   | 3     | 5:00 | KSW 61: To Fight or Not To Fight      | 05.06.2021 | Gdańsk/Sopot       | Bonus za walkę wieczoru.                                                                |
| Przegrana | 14-6   | Agy Sardari (13-2)              | Decyzja (niejednogłośna)                                                | 5     | 5:00 | Cage Warriors 121: Sardari vs. Desmae | 19.03.2021 | Londyn             | Pojedynek o pas mistrzowski Cage Warriors w wadze lekkiej. Main Event                   |
| Wygrana   | 14-5   | Tim Barnett (7-2-1)             | Poddanie (duszenie zza pleców)                                          | 1     | 2:49 | Cage Warriors 107                     | 28.09.2019 | Liverpool          |                                                                                         |
| Wygrana   | 13-5   | Alexander Jacobsen (9-4)        | TKO (ciosy pięściami)                                                   | 2     | 0:23 | Cage Warriors 105: Barnett vs. Carter | 31.05.2019 | Colchester         | Co-Main Event                                                                           |
| Przegrana | 12-5   | Mason Jones (6-0)               | Decyzja (jednogłośna)                                                   | 3     | 5:00 | Cage Warriors 104: Shore vs. Malone   | 27.04.2019 | Cardiff            | Co-Main Event                                                                           |
| Wygrana   | 12-4   | Shamil Uvaysov (2-4)            | TKO (przerwanie przez lekarza)                                          | 1     | ?    | Cage Warriors Academy Brussels 1      | 02.02.2019 | Bruksela           | Main Event                                                                              |
| Przegrana | 11-4   | Hubert Geven (11-3)             | TKO (przerwanie przez lekarza)                                          | 1     | 5:00 | Cage Warriors 94                      | 16.06.2018 | Antwerpia          |                                                                                         |
| Wygrana   | 11-3   | Richard Williams (5-1)          | TKO (ciosy pięściami)                                                   | 1     | 2:50 | Cage Warriors 91                      | 03.03.2018 | Newport            |                                                                                         |
| Wygrana   | 10-3   | Aiden Lee (5-1)                 | Decyzja (jednogłośna)                                                   | 3     | 5:00 | Cage Warriors 89                      | 25.11.2017 | Antwerpia          |                                                                                         |
| Przegrana | 9-3    | Martin Stapleton (18-5)         | Decyzja (jednogłośna)                                                   | 3     | 5:00 | Cage Warriors 85                      | 24.06.2017 | Bournemouth        | Debiut w Cage Warriors. Co-Main Event                                                   |
| Przegrana | 9-2    | Khusein Askhabov (18-0)         | Decyzja (jednogłośna)                                                   | 3     | 5:00 | WWFC: Cage Encounter 5                | 17.12.2016 | Kijów              |                                                                                         |
| Wygrana   | 9-1    | Cosmin Tutu (9-2)               | Poddanie (duszenie gilotynowe)                                          | 1     | 4:21 | 360 MMA Fight Nights: Genesis         | 29.10.2016 | Mont-Saint-Guibert | Zdobył pas mistrzowski MMA Fight Nights w wadze lekkiej.                                |
| Wygrana   | 8-1    | Slobodan Maksimović (10-4-1)    | TKO (ciosy pięściami)                                                   | 1     | 1:54 | SHC 11                                | 25.06.2016 | Genewa             |                                                                                         |
| Wygrana   | 7-1    | Mehdi Meziri (3-2)              | Decyzja (niejednogłośna)                                                | 2     | 5:00 | Octagon Fighting Club 13              | 24.10.2015 | Mons               |                                                                                         |
| Wygrana   | 6-1    | Jaime Serradilla Gregorio (2-4) | KO (wysokie kopnięcie na głowę)                                         | 1     | 4:00 | MTBG Rumble Event 16                  | 17.10.2015 | Goch               |                                                                                         |
| Wygrana   | 5-1    | Michael Ovsjannikov (0-1)       | Decyzja (jednogłośna)                                                   | 3     | 5:00 | Respect FC 14                         | 19.09.2015 | Karlsruhe          |                                                                                         |
| Wygrana   | 4-1    | Igor Montes (11-15-1)           | Poddanie (duszenie zza pleców)                                          | 1     | 4:22 | Shooto Kings 3: Sharktank             | 04.07.2015 | Metzingen          | Finał turnieju Shooto Kings w wadze lekkiej.                                            |
| Wygrana   | 3-1    | Marc Becker (1-1)               | Decyzja (jednogłośna)                                                   | 2     | 2:06 | Shooto Kings 3: Sharktank             | 04.07.2015 | Metzingen          | Półfinał turnieju Shooto Kings w wadze lekkiej.                                         |
| Wygrana   | 2-1    | Florian Rousseau (5-3)          | Poddanie (dźwignia prosta na staw łokciowy)                             | 2     | 5:00 | Octagon Fighting Club 12              | 27.06.2015 | Mons               |                                                                                         |
| Przegrana | 1-1    | Vladimir Šikić (9-0-1)          | TKO (ciosy pięściami)                                                   | 2     | 4:50 | Respect FC 10                         | 28.09.2013 | Wuppertal          |                                                                                         |
| Wygrana   | 1-0    | Dominique Nielsen (0-0)         | TKO (ciosy pięściami)                                                   | 1     | 1:14 | Ikuza: Fight Night 1                  | 25.11.2012 | Bruksela           |                                                                                         |